# Philoliche makueni
Philoliche makueni är en tvåvingeart som beskrevs av H. Oldroyd 1957. Philoliche makueni ingår i släktet Philoliche och familjen bromsar.
Artens utbredningsområde är Tanzania. Inga underarter finns listade i Catalogue of Life.